# Goll János
Goll János  (Bátaszék, 1841. június 25. – Budapest, 1907. október 20.) tanár, zeneszerző, az UTE első elnöke és egyik alapítója, Goll Elemér építész édesapja.

## Élete
Anyját ötéves korában vesztette el, így a három leánytestvérét és őt apjuk egyedül nevelte, aki kisbirtokos és borkereskedő volt, de egy rablás folytán egzisztenciája megingott. Bene Mihály Bátaszék kántor-tanítója korán elkezdett foglalkozni vele, már hétéves korában hegedülni tanult, kilencévesen vezetője volt a zenetanulóknak. Ezután 1855–1858 között Palotabozsokon tanult tovább, már a tanító segédjeként. 1858-tól 1860-ig a tanítóképzőt Pesten végezte, s mellette maga gondoskodott fenntartásáról, óraadásból, orgonálási megbízásokból. Közben siketnéma tanítói tanfolyamot is hallgatott, melynek oklevelét 1860. márciusban szerezte meg. 1860-ban még képezdei hallgató korában Kriegler József támogatásával helyettes tanítói álláshoz jutott. Néhány társával együtt Thern Károlytól zeneszerzéstani magánórákat vett, majd az ő tanácsára beiratkozott a Nemzeti Zenedébe, s hat éven át munkája mellett ott tanult többek között Feigler Géza Viktor és Zapf Antal voltak tanárai. 1863–1864-ben a tornatanítói kurzust is elvégezte, az ország második vizsgázott tornatanítójaként a Nemzeti Tornaegyletben oktatásvezető volt.
1865-től tanítóképzőben heti 10 órában zenepedagógus volt, átvette az ének, a hegedű, az orgona és a torna tanítását. Sopronba meghívták az ottani torna- és tűzoltóegylet vezetésére, de rövid működés után visszatért Pestre a tanításhoz. A VI. kerületi Nagymező utcai polgári és felsőkereskedelmi fiúiskolában oktatott zenei tárgyakat és tornatanárként edzette a tanulókat, majd 1873-ban polgári iskolai tanképesítő vizsgát tett le magyar és német nyelvből, s 1875-től a német nyelvet is tanította. Ebben az iskolában 20 évnél is többet töltött el — írták róla a nekrológjában. Zeneszerzés mellett még szakkönyveket is írt.  A Magyarhonban Élő Zeneművészek Segély és Nyugdíj Egylete, az Országos Magyar Tanáregyesület pénztárnokaként is működött. 
Éveken át a nyarakat elvonulva újpesti házában töltötte. Közösségért tett munkássága egyik kiemelkedő állomása az Újpesti Tornaegylet, (UTE) alapítása és elnöki teendőinek ellátása volt. A tanítási időszakok alatt terézvárosi Lázár utcai saját házában lakott.
1871. augusztus 19-én vette feleségül Stekl Paulát, akivel Rezső, Aranka, Elemér, Jenő és Aladár gyermekeik születtek.
1874-től másfél évig kiadta a „Táncz” című zeneművészeti folyóiratot,  majd nevét „Orpheus” címre változtatva Langer Viktor társaságában szerkesztette tovább 1878 júliusáig, amikor a lapot Fellegi Viktornak adta át. 1886-tól az „Apolló” című folyóirat kiadó-szerkesztője volt, sőt a lapot halála után örökösei (Rezső és Aladár) is tovább éltették, egészen az 1914 körüli évekig, amikor elhalt a folyóirat.
Zenei önálló műveken kívül lapokba is publikált. Írt az „Ungarischer Schulbote”, a „Polgári Iskola”, „Zenelap” és „Magyar Paedagogiai Szemle” című szaklapokba. Az „Orpheus” lapjában zenetörténelmi tanulmányokat közölt. Rózsavölgyinél: „Zenészeti műszótár” cím alatt 9 ívnyi művet adott ki, pótolván az addig hiányzó segédkönyvet. Dolgozott az „Újpest és Vidéke” és a „Függetlenség” című lapokba is

## Fő művei
- Énektan zongorakísérettel és anélkül, 4 füzetben
- Polhymnia zongorakísérettel és anélkül, 4 füzetben
- Kis dalok, elemi iskolák számára, 65 énekkel
- Magyar nemzeti lant (200 magyar dal férfinégyesekben)
- Általános zene-műszótár, Stampfel Károly kiadása, Pozsony, 1900. (Stampfel-féle Tudományos Zsebkönyvtár 61.)
- Általános zenetan  Stampfel Károly kiadása, Pozsony, 1901. (Stampfel-féle Tudományos Zsebkönyvtár 73.)
- A néptanító a zene szolgálatában. Magyar Paedagogiai Szemle, 1887. 8. kötet, 1. füzet. 1–3. oldal